# 桜淵公園

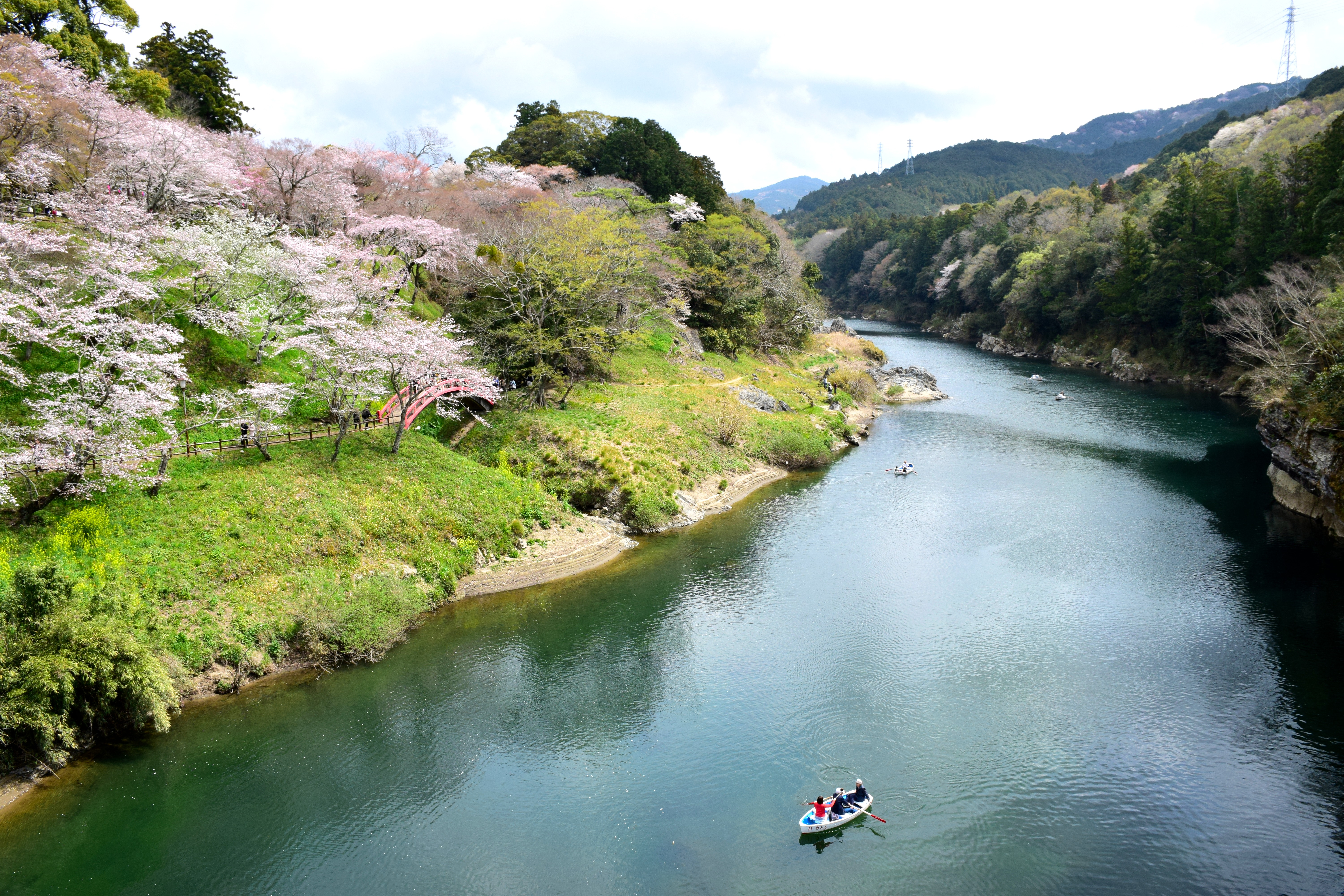
豊川（桜淵公園）

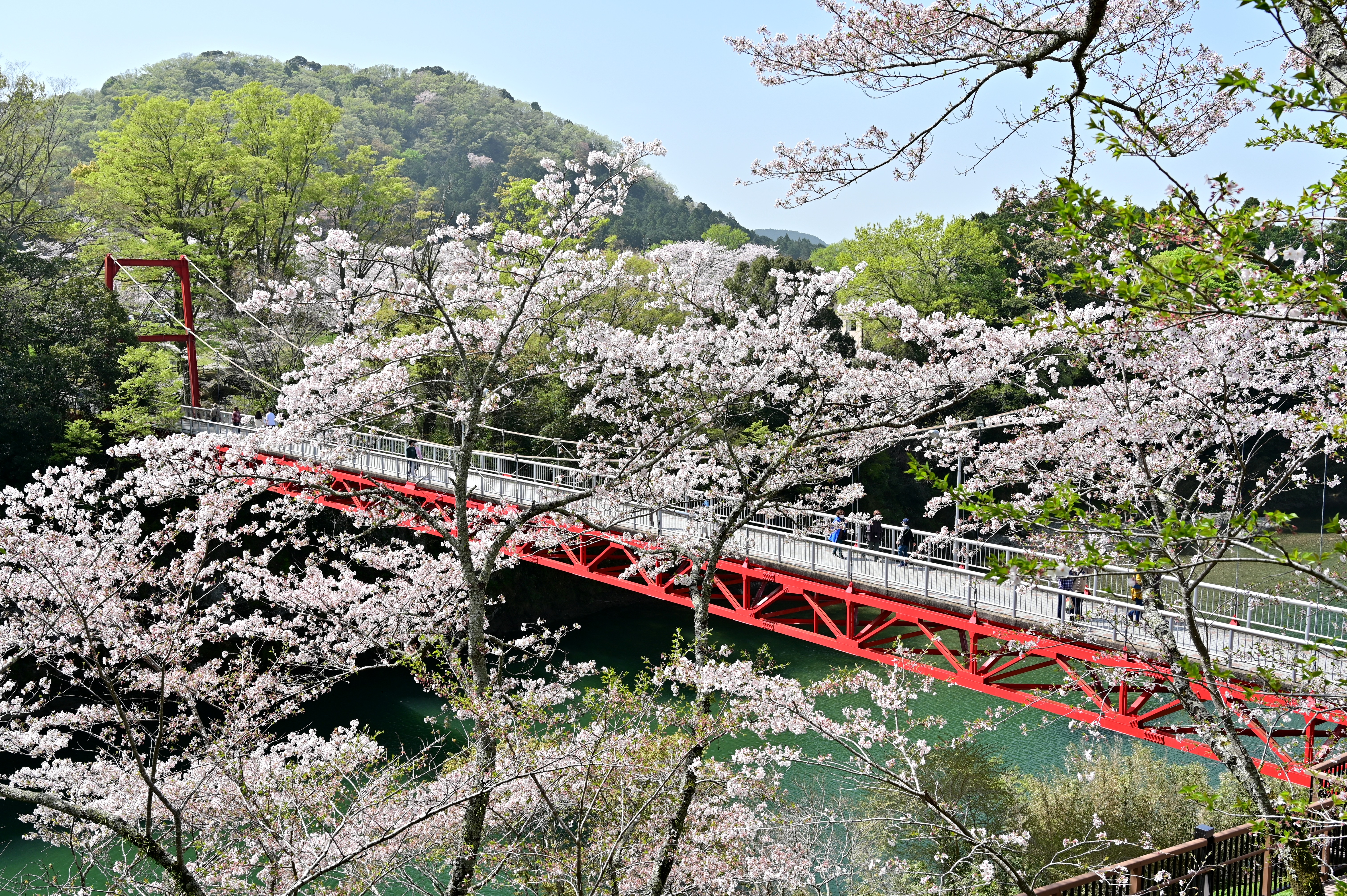
笠岩橋（かさいわばし）

桜淵公園（さくらぶちこうえん）は、愛知県新城市の市街地近く、豊川が深く谷を成す辺りを中心とした公園。

## 概要
その渓谷美から「三河の嵐山」との異名を取る。4月の「桜まつり」、8月の「新城納涼花火大会」では多くの人で賑わう。
その名の通り桜の名所であり、新城城主・菅沼定実が植樹したのが始まりとされる。春には満開の桜を見るため多くの観光客が訪れる。
公園内には歩行者専用橋「笠岩橋（かさいわばし）」がかかる。
芝生広場には釜屋建民家も建てられ、江戸から明治時代の人々の暮らしがわかる。青年の家には、旗頭山の積石塚古墳が復元されている。
愛知県立豊橋特別支援学校のスクールバスの始発点の1つ。

## アクセス
高速道路（自家用車）
- 新東名高速道路 新城インターチェンジから車で約10分（約4.8km）。
- 東名高速道路 豊川インターチェンジから車で約30分（約13km）。

鉄道（公共交通機関）
- JR飯田線 新城駅または東新町駅から徒歩。